# Pennsylvania Academy of the Fine Arts
Pennsylvania Academy of the Fine Arts (pol. Akademia Sztuk Pięknych Pensylwanii, Pensylwańska Akademia Sztuk Pięknych) – muzeum sztuk pięknych i uczelnia artystyczna w Filadelfii, założona w 1805 roku jako pierwsza tego typu placówka muzealna i oświatowa w Stanach Zjednoczonych. Znana z kolekcji XIX- i XX-wiecznego malarstwa amerykańskiego, rzeźby i grafiki. W salach wystawowych eksponowane są również prace studentów uczelni.
27 maja 1971 roku budynek Pennsylvania Academy of the Fine Arts został wpisany na listę National Register of Historic Places pod nr #71000731.

## Historia

### 1805–1876

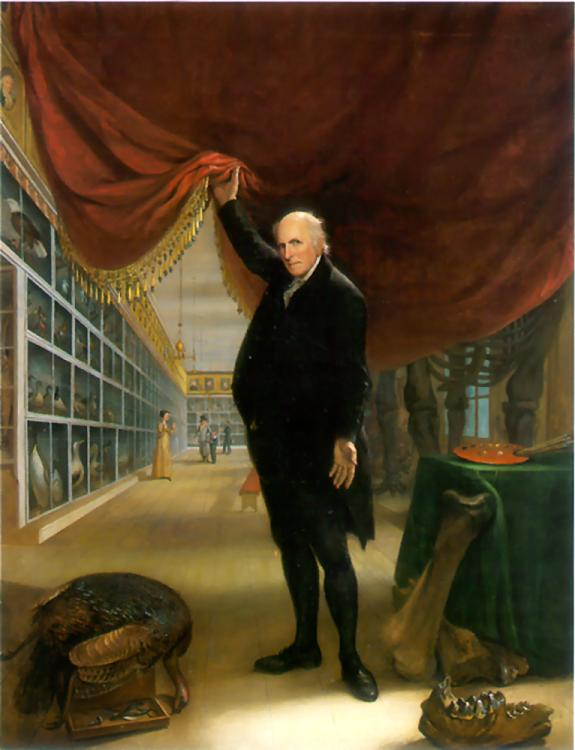
Charles Willson Peale, Artysta w swoim muzeum, 1822. Jeden z założycieli Akademii przedstawił siebie na tle swoich zbiorów, które mieściły się początkowo w Independence Hall

Chcąc pobudzić rozwój sztuki w nowym kraju, Charles Willson Peale założył w 1794 roku salon wystawowy Columbianum i jeszcze w tym samym roku zorganizował w nim wystawę. Jednakże już w roku następnym instytucja upadła. 26 grudnia 1805 roku Charles Willson Peale, Rembrandt Peale i William Rush stojący na czele 71-osobowej grupy przedsiębiorców i prawników założyli Akademię Sztuk Pięknych w Pensylwanii podpisując w Independence Hall akt założycielski. 3 stycznia 1806 roku prezesem nowo powstałej instytucji został wybrany George Clymer, jeden z sygnatariuszy Deklaracji Niepodległości Stanów Zjednoczonych. W kwietniu 1807 roku w budynku zaprojektowanym przez Johna Dorseya, znajdującym się przy Chestnut Street, otwarto kolekcję kopii rzeźb starożytnych zakupionych wcześniej w Paryżu. Od maja tego samego roku zwiedzający mieli możliwość oglądania dzieł malarstwa europejskiego oraz kopii rzeźb. Poniedziałki były zarezerwowane dla kobiet; ze ścian galerii usuwano wówczas wszystkie gipsowe akty, ponieważ były one postrzegane jako nieprzyzwoite dla kobiet. Charles Willson Peale miał ambicje założenia przy muzeum również uczelni artystycznej; plany te ziściły się w 1810 roku, kiedy przyjęto pierwszy rocznik do nowo otwartej akademii sztuk pięknych. Jednocześnie rada nadzorcza muzeum kontynuowała wysiłki w celu rozbudowy kolekcji i promocji nowej placówki. Zainteresowania decydentów skupiały się początkowo na malarstwie europejskim. W 1811 roku zorganizowano pierwszą coroczną wystawę (Annual Exhibition), która to tradycja przetrwała do roku 1969. Do pierwszych znaczących darowizn na rzecz nowej placówki należały: składający się z 24 ksiąg dar Napoleona Bonaparte, zawierający grafiki Piranesiego oraz donacja Williama Binhama – portret George’a Washingtona pędzla Gilberta Charlesa Stuarta. Po śmierci Clymera w 1813 roku prezesem Akademii został Joseph Hopkinson. Za jego kadencji powierzchnia wystawowa galerii wzrosła ponad dwukrotnie, a w kolekcji pojawiły się mistrzowskie dzieła sztuki. Hopkinson zmarł w 1842 roku pozostawiając Akademię w bardzo dobrej kondycji finansowej. W 1845 roku główny budynek galerii spłonął. W pożarze zniszczeniu uległa kolekcja odlewów rzeźb i kilka ważnych dzieł malarstwa europejskiego.

### Po 1876
W 1876 roku otwarto obecny budynek muzeum, zaprojektowany przez amerykańskich architektów Franka Furnessa i George’a W. Hewitta, uznawany za istotny element dziedzictwa architektonicznego Stanów Zjednoczonych i Filadelfii i wpisany na listę National Historic Landmark. Budynek został starannie odrestaurowany w 1976 roku.
Od momentu swego powstania Akademia gromadziła prace czołowych amerykańskich artystów, jak również prace wybitnych absolwentów i wykładowców swojej szkoły. Harrison S. Morris, dyrektor zarządzający w latach 1892–1905, zgromadził ważne dzieła ówczesnej sztuki amerykańskiej. Wśród wielu arcydzieł nabytych w okresie jego kadencji były prace takich artystów jak: Cecilia Beaux, William Merritt Chase, Frank Duveneck, Thomas Eakins, Winslow Homer, Childe Hassam i Edmund Tarbell.
Obecnie Akademia podtrzymuje tę tradycję włączając do zbiorów dzieła nowoczesnych i współczesnych artystów amerykańskich, takich jak: Jennifer Bartlett, Richard Diebenkorn, Nancy Graves, Alex Katz, Philip Pearlstein, Robert Motherwell, Raymond Saunders i Frank Stella. Polityka zakupów i dzieł do kolekcji Akademii i ich ekspozycji opiera się na zasadzie równowagi pomiędzy sztuką dawną a współczesną, organizowane są też coroczne wystawy prac studentów Akademii.

## Galeria

### Obrazy

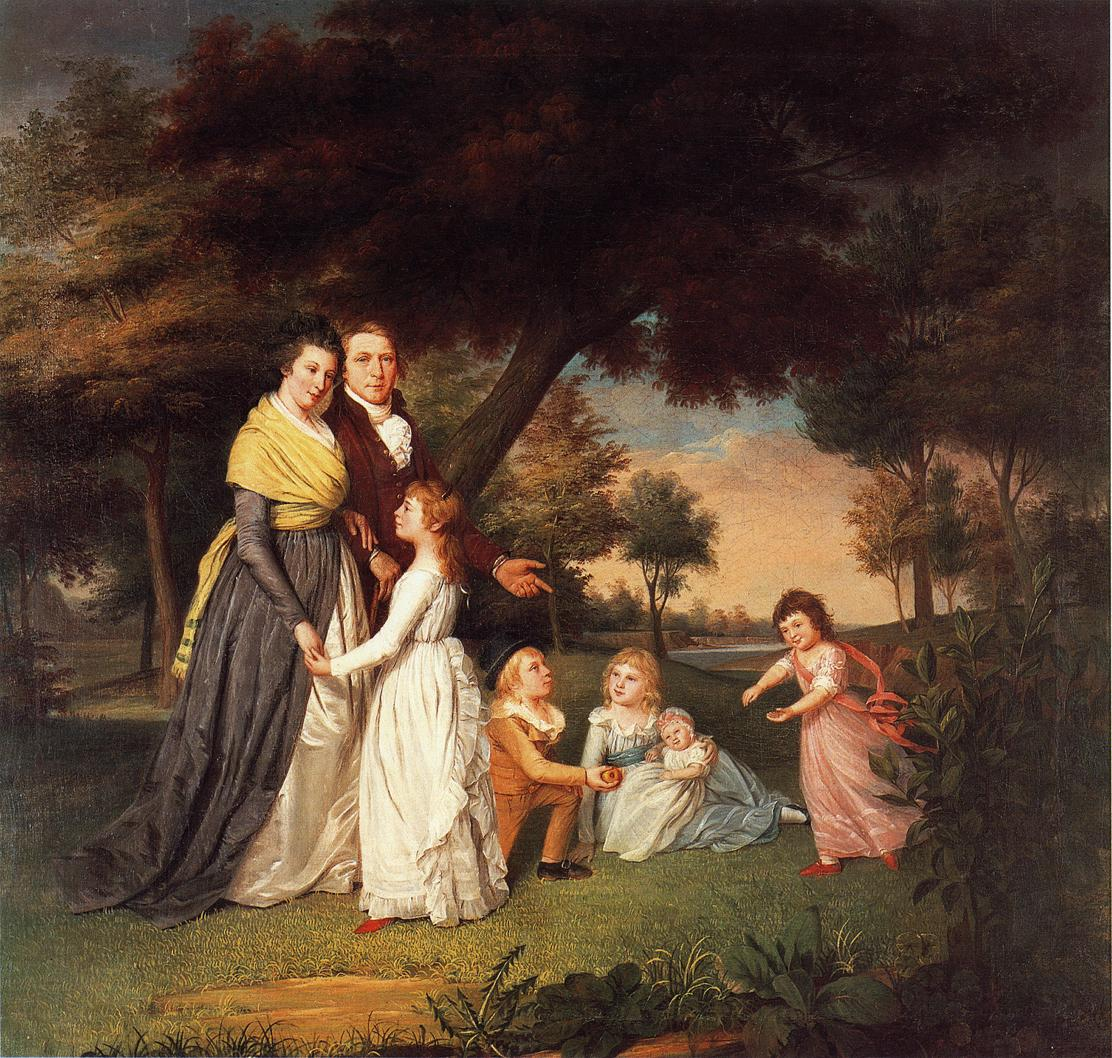
James Peale, Artysta i jego rodzina, 1795
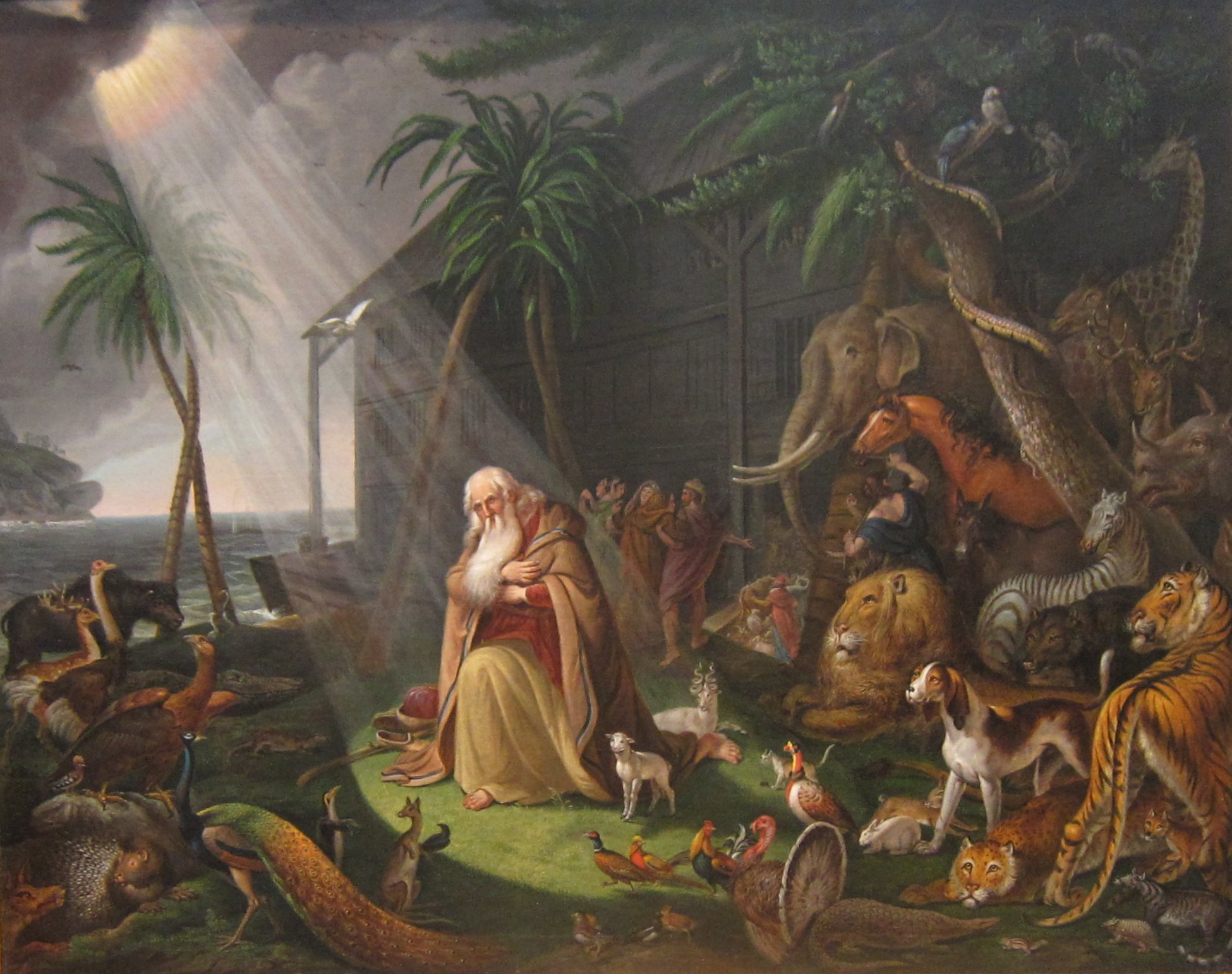
Charles Willson Peale, Noe i jego arka, 1819
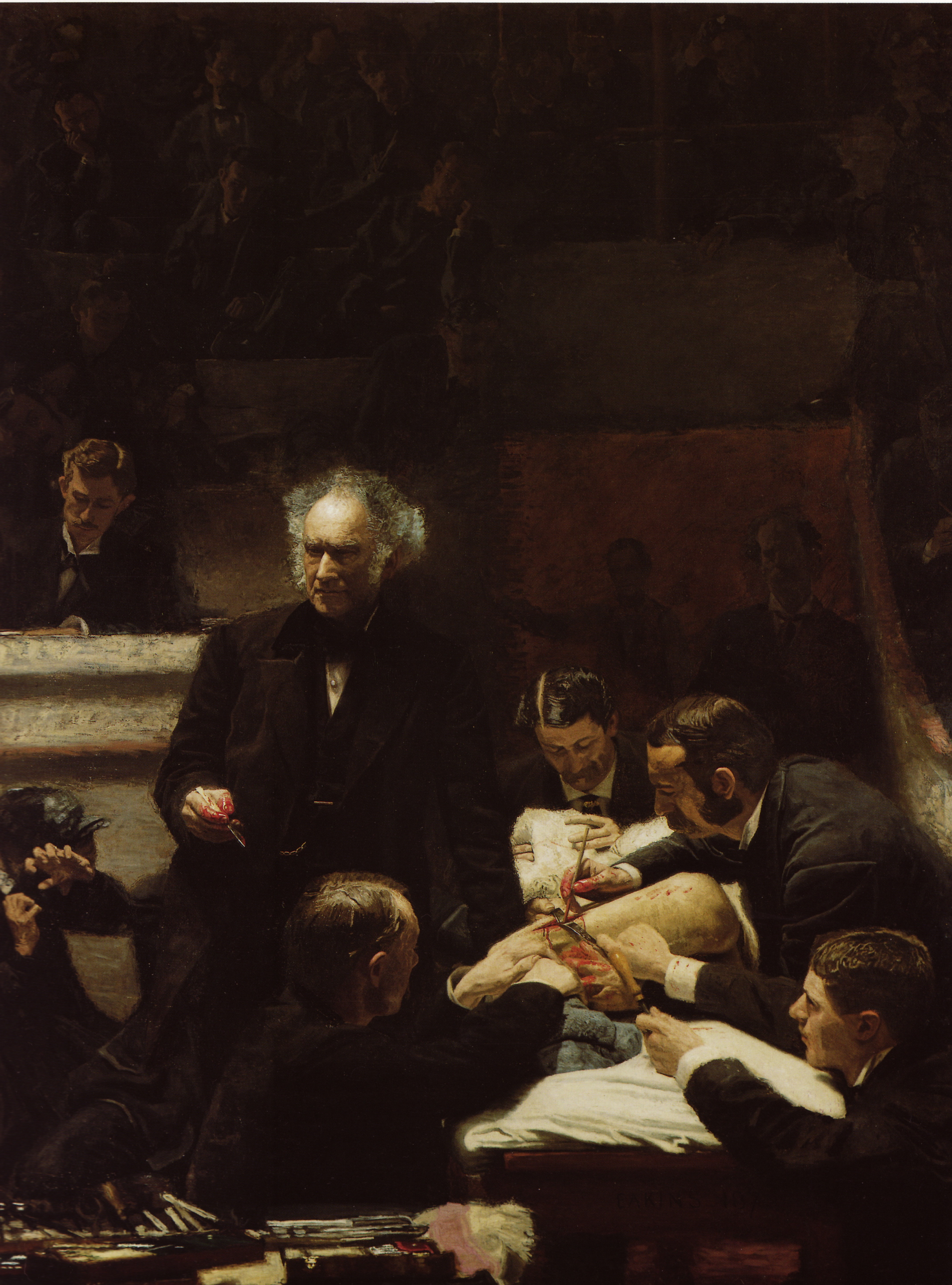
Thomas Eakins, Klinika Grossa, 1875
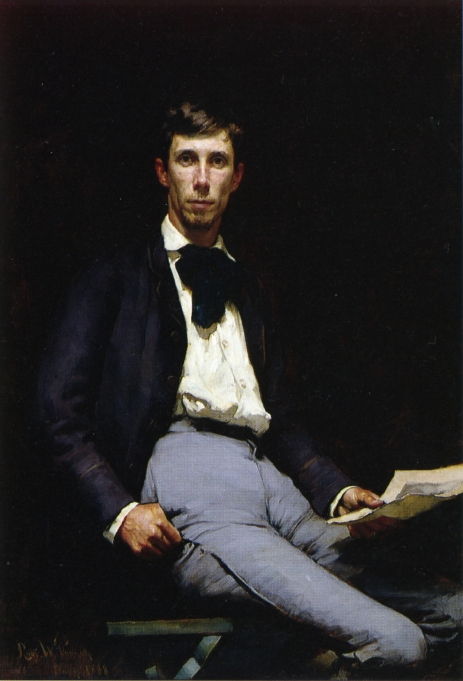
Robert Vonnoh, Towarzysz z pracowni, 1888
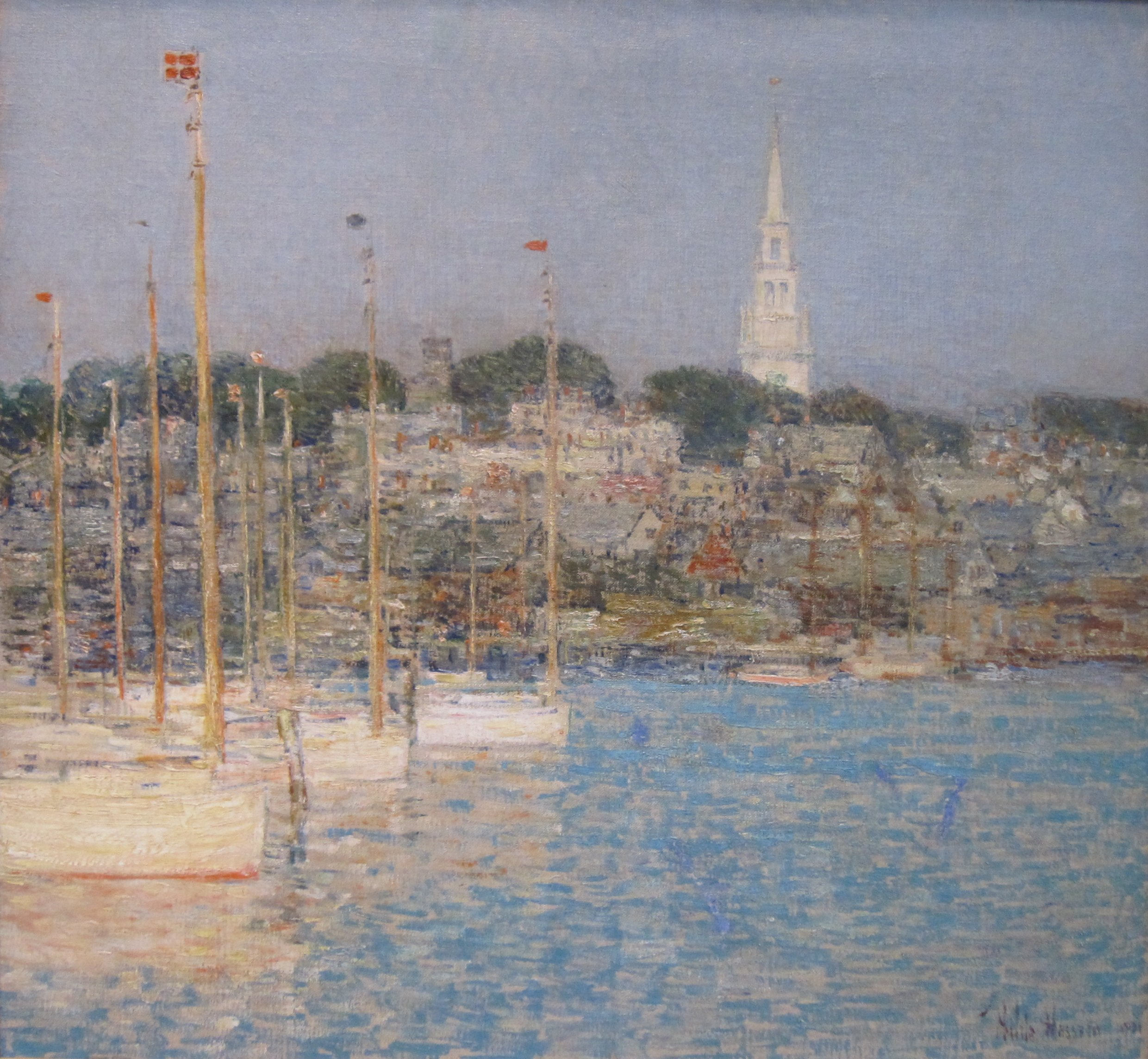
Childe Hassam, Kety w Newport, 1901

### Rzeźba

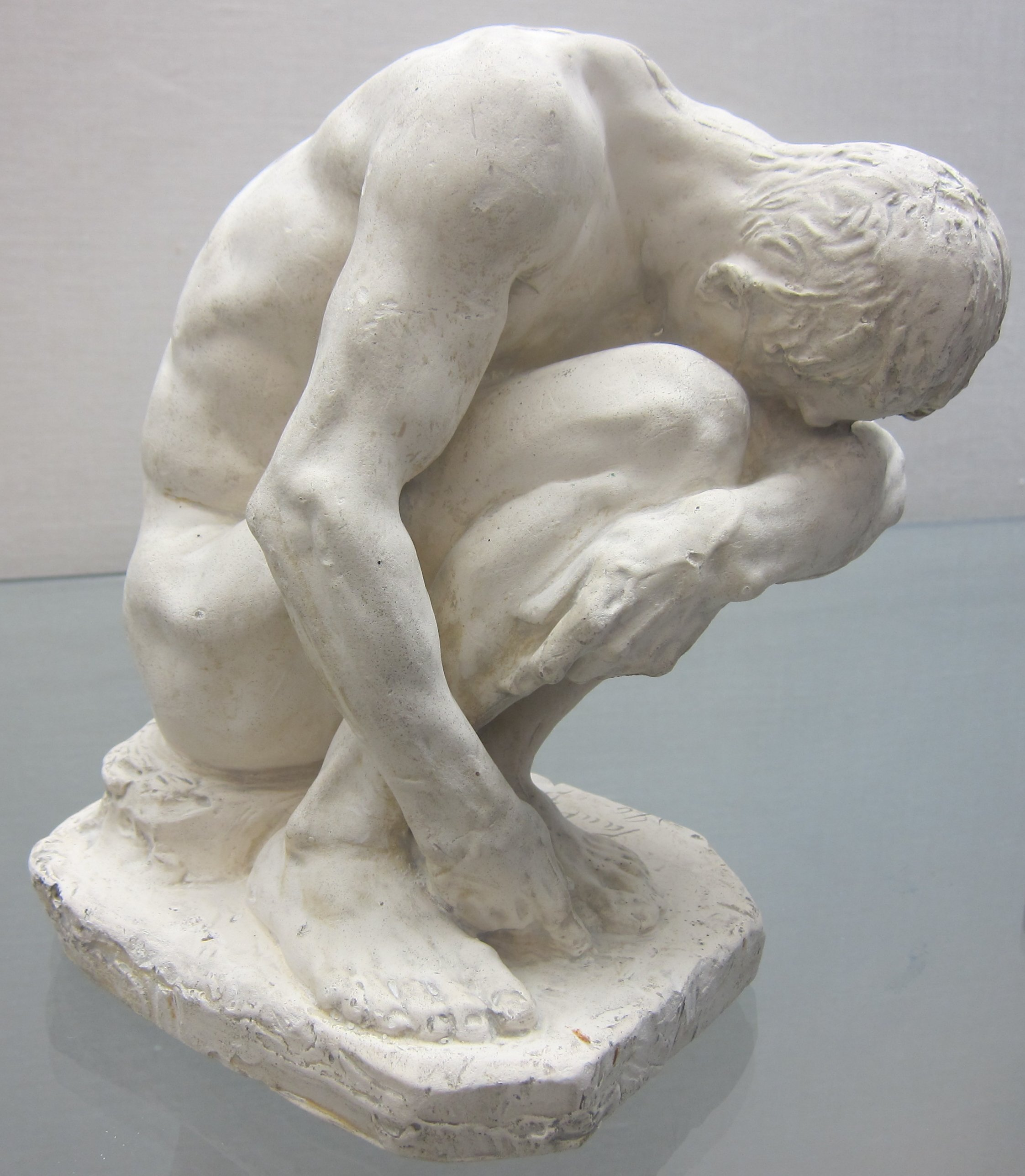
Paul Wayland Bartlett, Skulony Adam, 1896
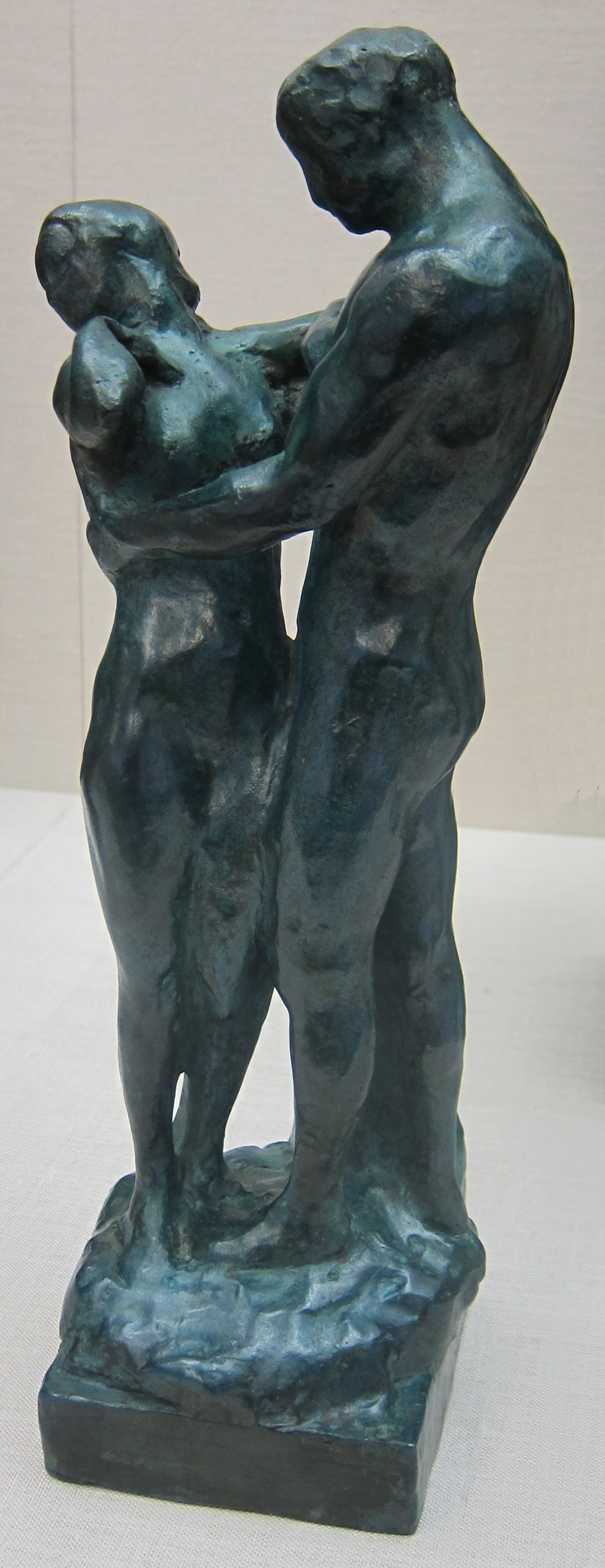
Emily Clayton Bishop, Klasycyzm i renesans, 1907
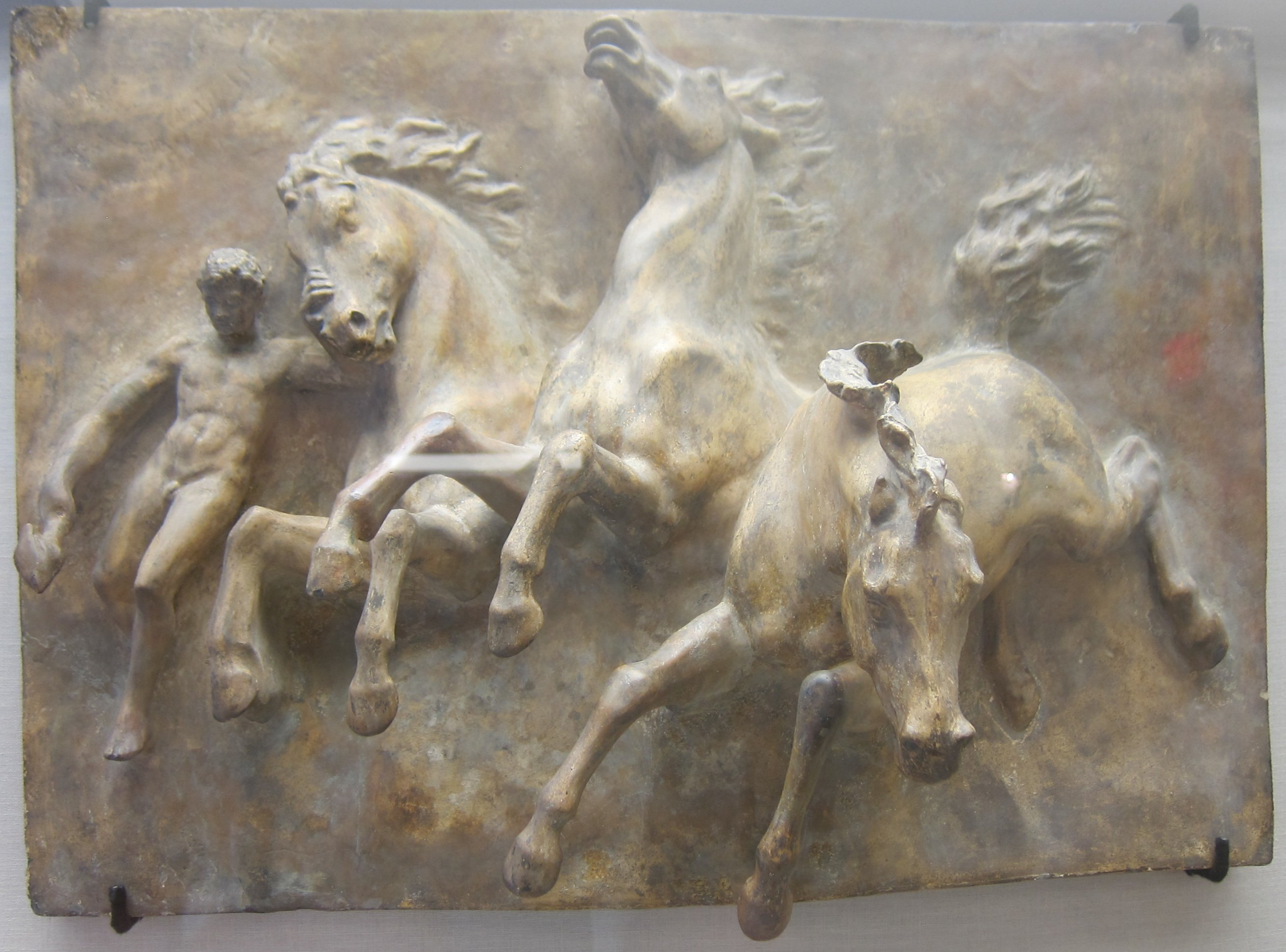
William Morris Hunt, Ucieczka w nocy, ok. 1848–50
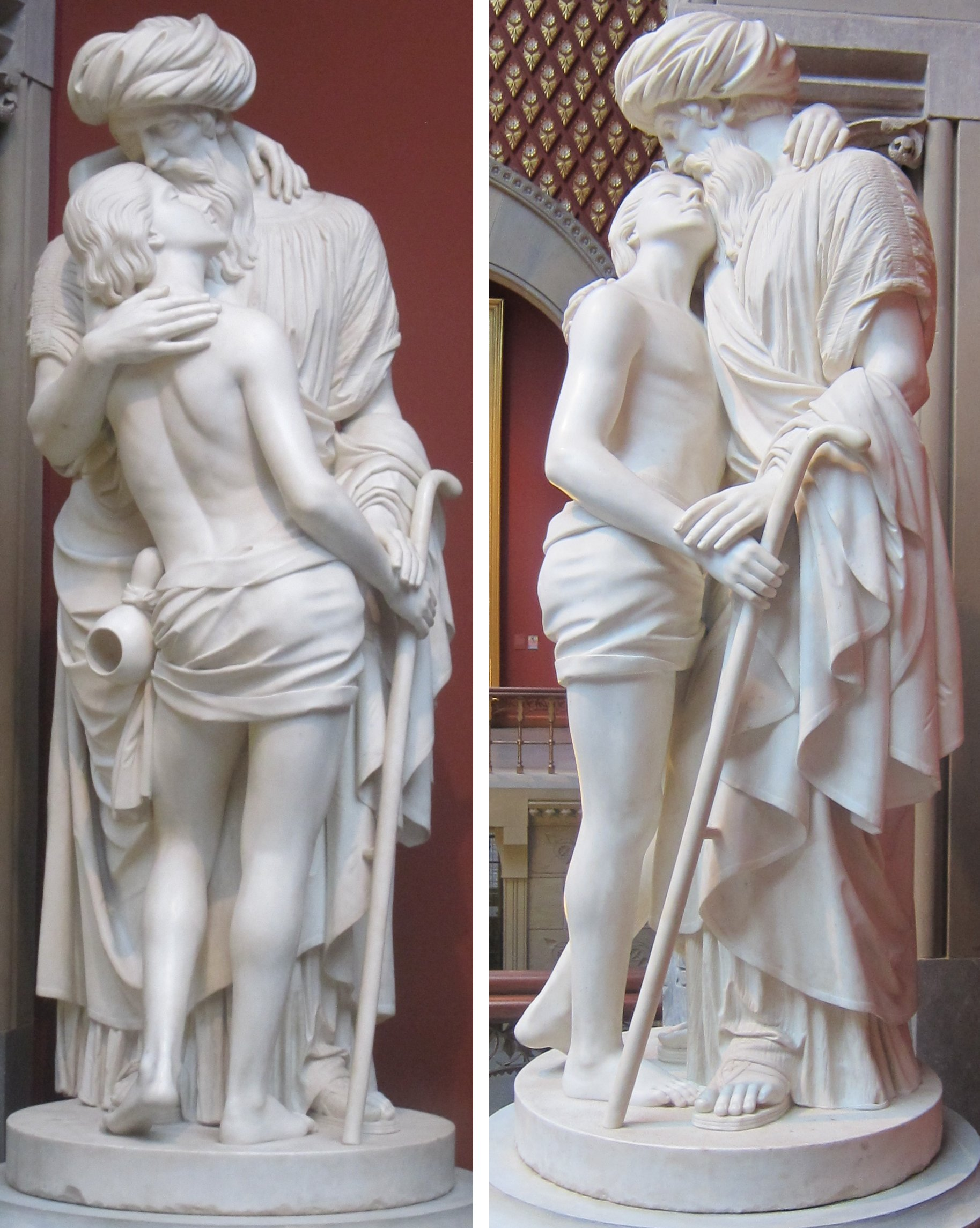
Joseph Mozier, Syn Marnotrawny, 1857
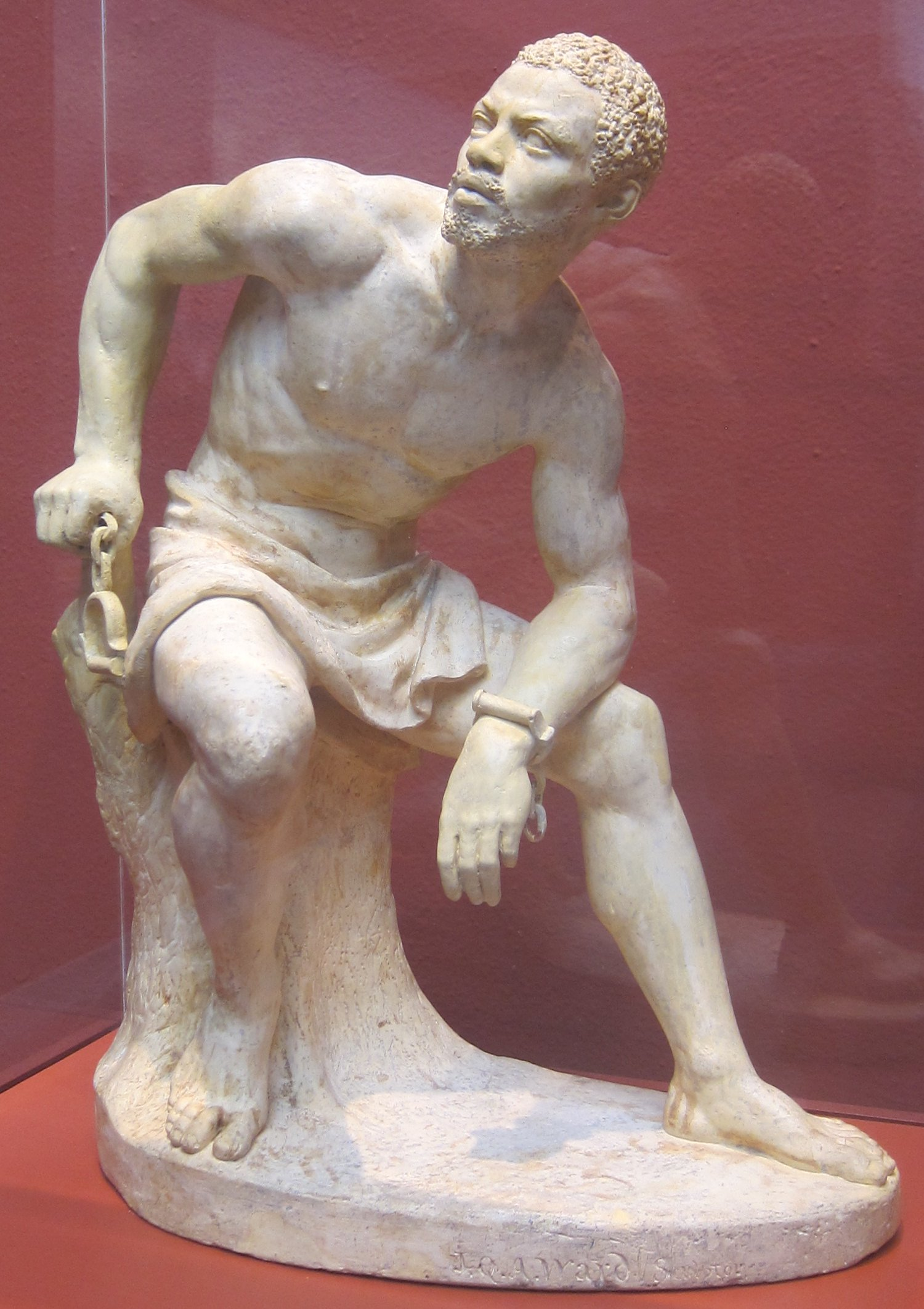
John Quincy Adams Ward, Wyzwoleniec, 1863